# Ingvarsbyggets naturreservat
Ingvarsbygget är ett naturreservat i Hishults socken i Laholms kommun i Halland.
Området är skyddat sedan 1995 och omfattar 12,4 hektar. Det är beläget 5 km öster om Hishult. En vandringsstig leder runt i reservatet.

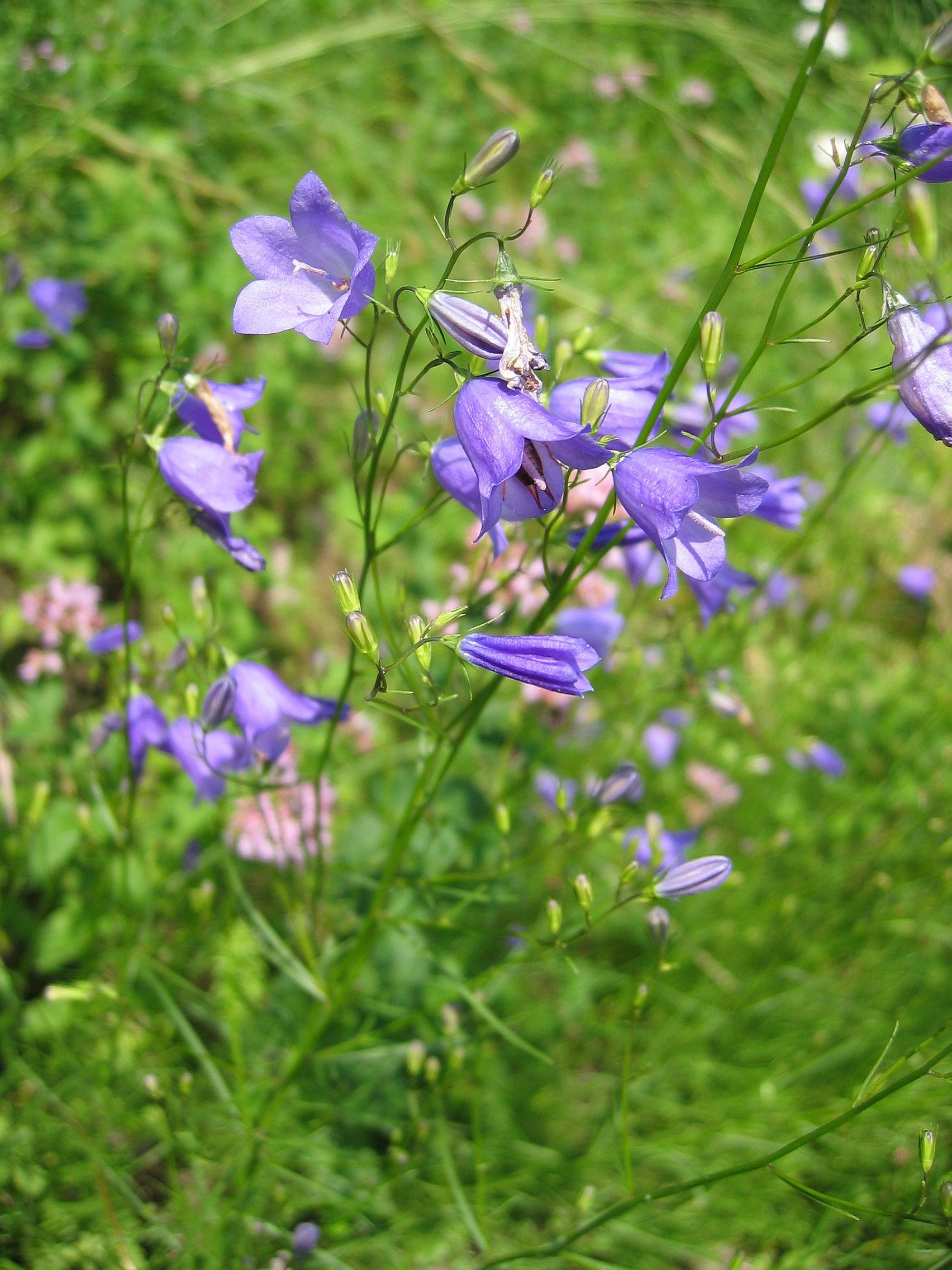
Liten blåklocka

Reservatet består av åkermark, skogsmark och våtmark. Skogen består dels av bok och dels av lövblandskog med inslag av tall. På betesmarkerna växer gökärt, vårbrodd, prästkrage och liten blåklocka. Grå flugsnappare och glada har setts i området eller i dess närhet.